# Le Monastier-sur-Gazeille
Le Monastier-sur-Gazeille je naselje in občina v jugovzhodnem francoskem departmaju Haute-Loire regije Auvergne. Leta 2010 je naselje imelo 1767 prebivalcev.

## Geografija
Kraj leži v pokrajini Velay (Languedoc) ob reki Gazeille, 18 km jugovzhodno od Le Puy-en-Velaya.

## Uprava
Le Monastier-sur-Gazeille je nekdanji sedež istoimenskega kantona, od marca 2015 vključenega v kanton Mézenc s središčem v Le Chambon-sur-Lignonu.

## Zanimivosti
- opatijska cerkev sv. Teofreda,
- predromanska cerkev sv. Janeza Krstnika iz 9. stoletja; v njenih prostorih se danes odvijajo razstave in koncerti; francoski zgodovinski spomenik,
- grad Château du Monastier-sur-Gazeille iz 14. stoletja; od leta 1966 francoski zgodovinski spomenik; v njem se danes nahajata glasbena šola in občinski muzej z zbirko dragih kamnov, razstavo ljudske umetnosti. Ena soba je posvečena škoskemu pisatelju Stevensonu, ki je v tem kraju prebival leta 1878, od koder je odpotoval v Sevene in o tem napisal knjigo Travels with a Donkey in the Cévennes.
- viadukt Recoumène, železniški most, zgrajen leta 1925 kot del proge "la transcévenole", ki naj bi povezala Le Puy-en-Velay z Aubenasom (departma Ardèche), vendar ni bila nikoli dokončana. Sam most je popolnoma zgrajen iz bazalta, sestavljen iz osmih obokov, dolg je 270 metrov, visok 65,60 metrov. Danes služi kot turistični objekt ob sprehajalni poti, konjeniški stezi, z mostu so organizirani tudi skoki z elastiko.

- Sveti Teofred
- Château du Monastier-sur-Gazeille
- Recoumène